# 穴井さやか
穴井 さやか（あない さやか、1986年8月15日 - ）は、大分県大分市出身、日本の女子柔道選手である。現在は帝京大学医療技術学部スポーツ医療学科健康スポーツコース助教・柔道部女子監督。

## 経歴
- 2005年3月　大分県立大分豊府高等学校卒業
- 2009年3月　帝京大学経済学部経済学科卒業
- 2009年4月　三起商行（ミキハウス）株式会社入社（2014年3月まで勤務）
- 2014年4月　株式会社帝京サービス入社（2016年3月まで勤務）／帝京大学柔道部女子コーチ（2021年3月まで）
- 2016年3月　国士舘大学大学院スポーツ・システム研究科スポーツ・システム専攻スポーツ科学コース修了
- 2016年4月　帝京大学医療技術学部スポーツ医療学科助教
- 2021年4月　帝京大学柔道部女子監督

## 人物
階級は78キロ級。身長177cm。得意技は大外刈。組み手は右組み。段位は四段。血液型はO型。
兄は国内外の大会で活躍している穴井隆将。
柔道は5歳の時に始める。
高校までは70キロ級の選手で、大学から78キロ級に階級を上げる。
兄の穴井隆将ほどではないにせよ、最近は国内外の大会で一定の活躍を示している。
177cmの長身なので、ヨーロッパの選手に対しても体格面で見劣りすることはあまりない。
また長身選手ながら背負投も使いこなせる。

## 戦績
(70kg級での成績)
- 2003年 - 全国高等学校柔道選手権大会　2位
- 2004年 - 全国高等学校柔道選手権大会 　2位
- 2004年 - インターハイ　3位

(以降は78kg級での成績)
- 2006年 - 学生体重別　優勝
- 2006年 - 世界学生　3位
- 2007年 - 全日本選抜柔道体重別選手権大会　2位
- 2007年 - ユニバーシアード 個人戦、団体戦　ともに優勝
- 2007年 - 講道館杯　優勝
- 2007年 - 嘉納治五郎杯東京国際柔道大会　2位
- 2008年 - 全日本選抜柔道体重別選手権大会　優勝
- 2008年 - アジア柔道選手権大会　3位
- 2008年 - 世界団体　優勝
- 2008年 - 学生体重別　優勝
- 2008年 - 講道館杯　優勝
- 2009年 - ワールドカップ・ウィーン　2位
- 2009年 - グランプリ・ハンブルク　3位
- 2009年 - 講道館杯　3位
- 2009年 - グランドスラム・東京　2位
- 2010年 - ワールドマスターズ2010  3位
- 2010年 - グランドスラム・パリ　2位
- 2010年 - 東アジア柔道選手権大会　優勝
- 2010年 - 講道館杯　3位
- 2011年 - 講道館杯　5位
- 2012年 -　体重別　3位
- 2012年 - 講道館杯　3位
- 2013年 -　全日本柔道選手権大会　5位
- 2013年 -　体重別　3位
- 2013年 -　東アジア大会　3位

(出典、JudoInside.com)